# ۱۴ رجب
۱۴ رجب، چهاردهمین روز از ماه رجب در تقویم هجری قمری است.
در تقویم هجری قمری قراردادی این روز صد و نود و یکمین روز سال است.

## درگذشتگان
- ۳۸۷ - نوح دوم سامانی از امرای سامانی
- ۱۳۱۷ - امین فکری، حقوق‌دان، قاضی و نویسنده مصری.